# Кремінський район
Кре́мінський район́ — колишній район України у західній частині Луганської області. Адміністративний центр — місто Кремінна. Населення становить 38 404 осіб (на 2019 рік). Площа району 1627 км². Утворено 1940 року.

## Географія

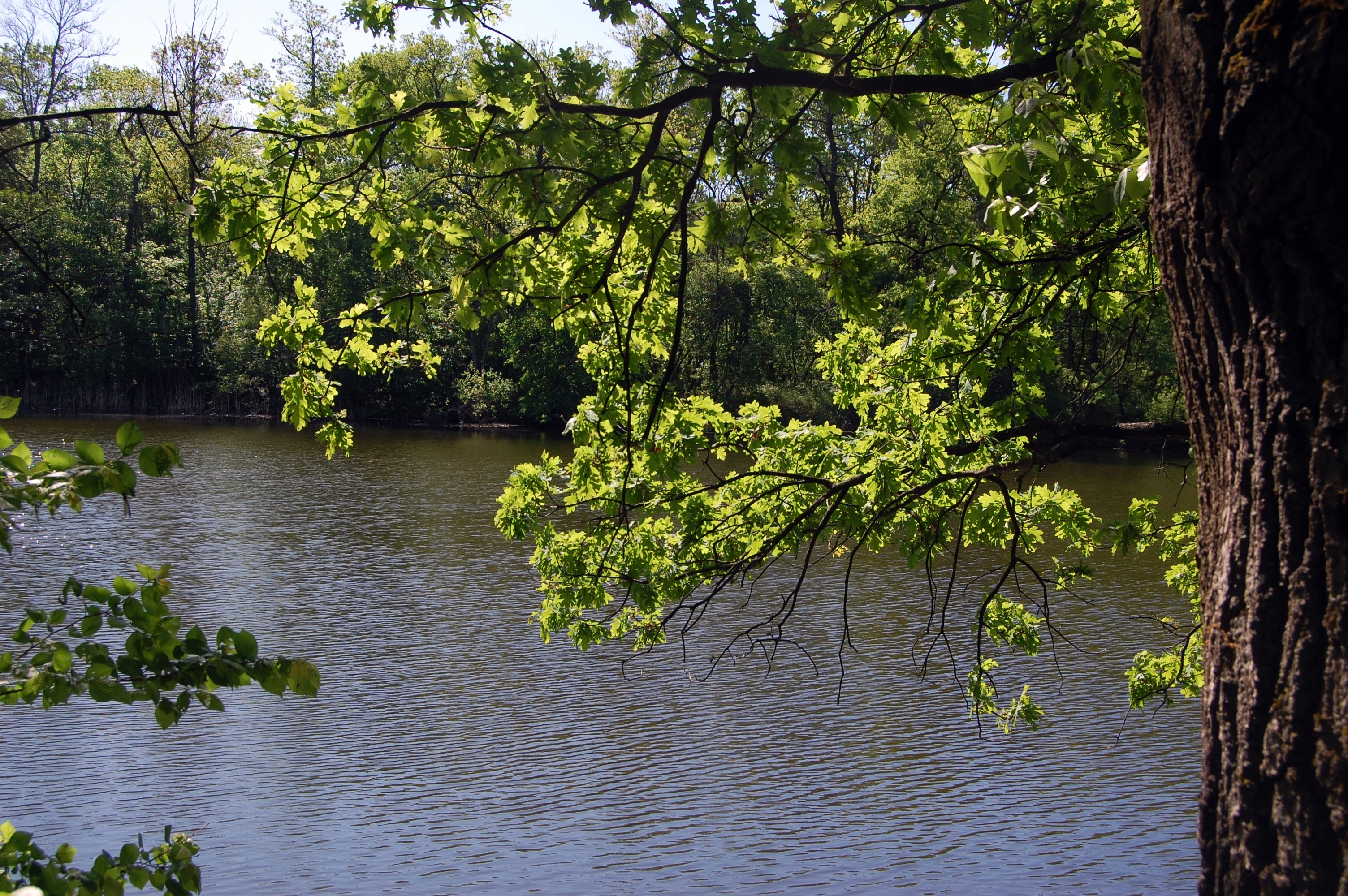
Озеро Черникове

По території району протікає 4 річки: Красна, довжиною 131 км Жеребець, довжиною 53 км, Борова, довжиною 41 км Сіверський Донець. В лісах вздовж лівого берега Сіверського Дінця розташовані озера — стариці: Черникове, Попове, Клешня, Линево, Чумацький Єрик, Гниле, Мертвий Донець, Перерва, Підпісочне.

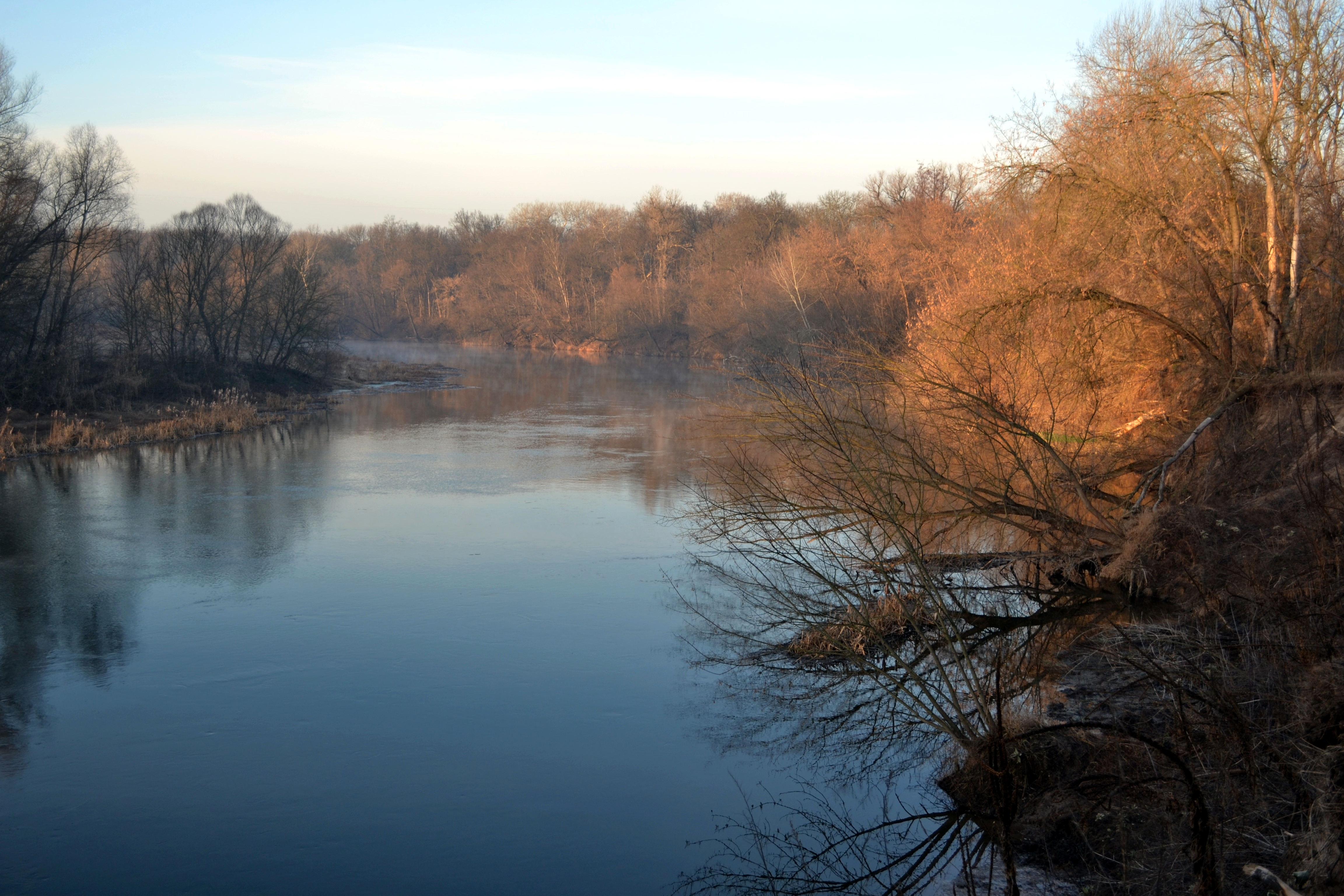
Перерва
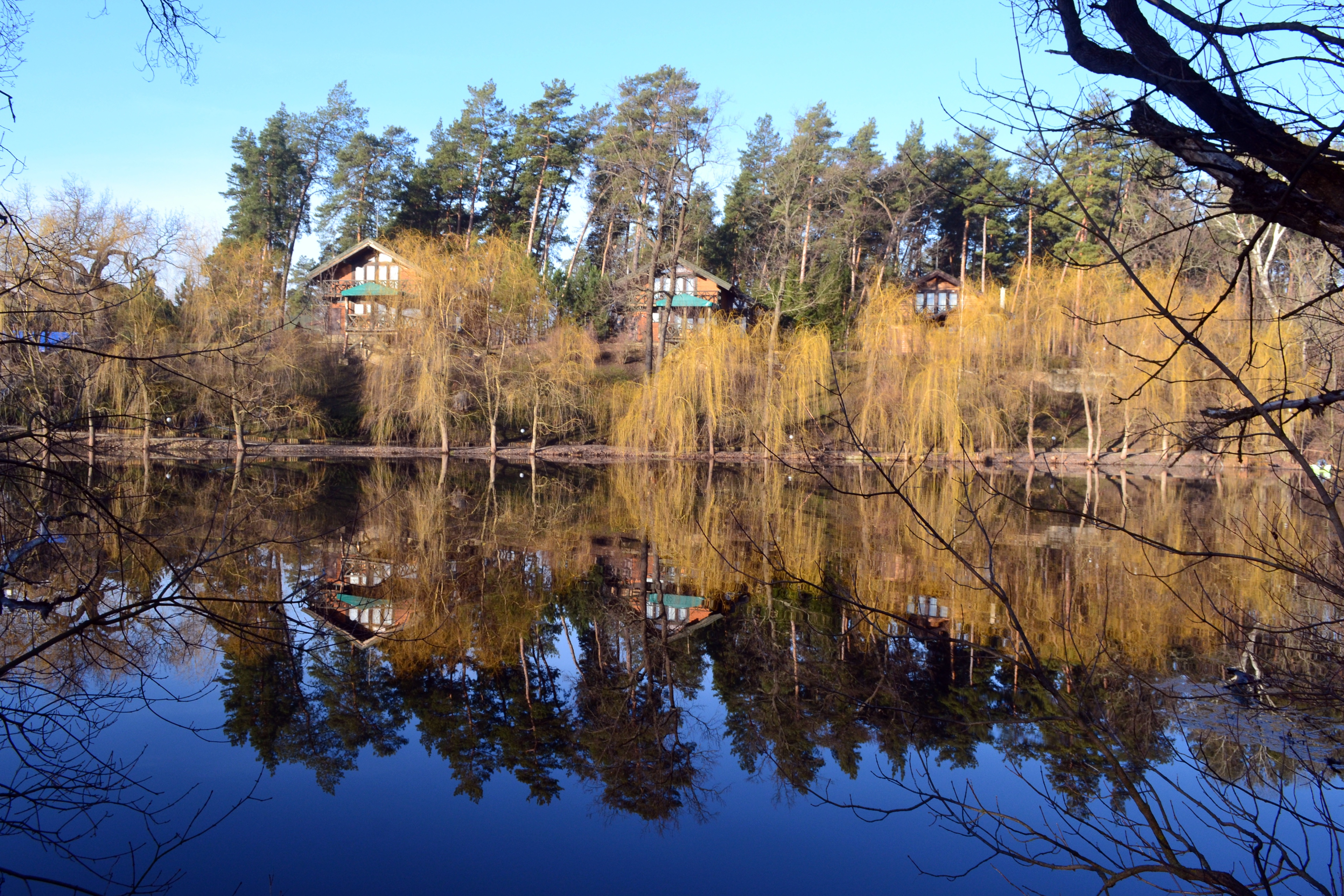
Перерва

Ґрунтовий покрив району складають чорноземи звичайні, середньо гумусні неглибокі на лісовидних суглинках. У заплавах річок Красна, Жеребець, Борова та Сіверський Донець є чорноземи намиті і лучні, лучно-болотні. Борова тераса річки Сіверський Донець — супіщані і піщані ґрунти.
Корисні копалини району представлені родовищами будівельного піску, крейди, цегляно-черепичної сировини, і кам'яновугільними відкладеннями (с. Червонопопівка, м. Кремінна, с. Кудряшівка, смт Красноріченське). Біля міста Кремінна знаходяться мінеральні джерела.
Дослідження виявили мінеральні води слаборадонові гідрокарбонатно-хлоридні натрієві малої мінералізації, які за своїм хімічним складом і за вмістом радону є мінеральними, лікувальними, придатними у бальнеології.

### Флора
На території Кремінського регіону є багато заповідних місць, але немає найкращого куточка природи і відпочинку, чим Кремінський ліс. Головними лісотвірними породами є сосна звичайна, дуб, клен, осика і вільха. За народногосподарським значенням, ліси району відносяться до першої групи. Лісу цієї групи служать засобом поліпшення природного середовища і мають ґрунтововодозахисне і кліматорегулююче значення. Лісові площі району становлять 38,0 тис. га, з них 22 тис. га хвойний ліс.
На території району трапляються рослини, занесені до Червоної книги України:
- булатка довголиста (Cephalanthera longifolia), Кремінський ліс;
- водяний горіх (Trapa natans), Кремінський ліс, озеро Зимівне, річка Красна[2];
- волошка донецька (Centaurea donetzica), ендемік середньої течії Сіверського Дінця;
- плодоріжка блощична (Anacamptis coriophora), луки Сіверського Дінця й Красної, болотна (Anacamptis palustris), Кремінський ліс, і шоломоносний (Orchis militaris), Червонопопівка;
- зозулині сльози яйцеподібні (Listera ovata), Бунчужний, Кремінський ліс;
- жировик Лезеля (Liparis loeselii), болота навколо Кремінної, Бунчужний, Кремінський ліс;
- келерія Талієва (Koeleria talievii), ендемік середньої течії Сіверського Дінця;
- ковила волосиста (Stipa capillata), вузьколиста (Stipa tirsa), дніпровська (Stipa borysthenica), Залеського (Stipa zalesskii), Лессінга (Stipa lessingiana), найкрасивіша (Stipa pulcherrima), пухнастолиста (Stipa dasyphylla) і українська (Stipa ucrainica) — численні популяції в степу;
- коручка болотна (Epipactis palustris), болота навколо Кремінної, морозникова (Epipactis helleborine), Кремінна, і темно-червона (Epipactis atrorubens), Кремінський ліс;
- плаунець торфовий (Lycopodium inundatum), Бунчужний;
- любка дволиста (Platanthera bifolia), вільшаники на околицях Кремінної;
- зозульки м'ясо-червоні (Dactylorhiza incarnata), Кремінна, плямистий (Dactylorhiza maculata), Кремінський ліс, Бунчужний, травневий (Dactylorhiza majalis), Кремінський ліс, і Фукса (Dactylorhiza fuchsii), Кремінський ліс,;
- пирій ковилолистий (Elytrigia stipifolia), на крейдяних відслоненнях;
- півники борові (Iris pineticola), Серебрянське лісництво;
- півонія вузьколиста (Paeonia tenuifolia), степові цілини;
- полин суцільнобілий (Artemisia hololeuca);
- рябчик малий (Fritillaria meleagroides), заплави Сіверського Дінця, і руський (Fritillaria ruthenica), Кремінна;
- рястка Буше (Ornithogalum boucheanum), Кремінна;
- сальвінія плавуча (Salvinia natans), води Сіверського Дінця;
- сон лучний (Pulsatilla pratensis);
- тюльпан дібровний (Tulipa quercetorum) і змієлистий (Tulipa ophiophylla);
- шафран сітчастий (Crocus reticulatus), звичайна рослина дібров.

### Фауна
У лісі є близько 130 озер, із них 32 озера не висихаючи з підземними джерелами. У лісових озерах водяться короп, лин, карась, лящ, в'юн, сом, судак, щука, окунь, плотва, раки. Фауна лісу представлена такими великими тваринами як лось, олені шляхетні і плямисті, кози, дикі кабани, лисиці, вовки, зайці, білки. У драговинах і буреломах Серебрянського лісництва будують дивно складні дерев'яні містечка бобри.
У лісах гніздяться дикі голуби, водяні курочки, качки, чирки, вальдшнепи, куріпки, часто трапляються фазани, тетерева, сови, солов'ї, синиці, щогли, шпаки, дятли і багато інших.

### Природно-заповідний фонд
- Луганський природний заповідник
- Національний природний парк «Кремінські ліси»
- Сіверсько-Донецький національний природний парк

#### Пам'ятки природи
Кремінські каптажі — гідрологічний заказник

Климівське джерело — гідрологічна пам'ятка природи

Дубовий гай — заповідне урочище

Білоусова Садка — заповідне урочище

Вільшаник — заповідне урочище

Сіткове — заповідне урочище

Серебрянський — ботанічний заказник

Сафоново — ботанічний заказник

## Історія
Кремінський район розташований у західній частині Луганської області. 
10 серпня 1940 р. Рубіжанський р-н був перейменований в Кремінський район (Рубіжне — місто обласного підпорядкування), в сучасних межах створений — від 4 січня 1965 р. У ньому налічується 59 населених пунктів, об'єднаних у 13 сільських, 1 селищну та 1 міську ради. Крім того, на території району розташоване місто обласного підпорядкування Рубіжне. Своє найменування район отримав від міста Кремінної, заснованого близько 1680 р.
Кремінський район — одне із наймальовничіших місць Луганської області. Навколо зелені ліси соснових, березових і дубових багаторічних дерев, а в лісах багата фауна: кабани, лисиці, зайці, лосі, олені тощо. Перша вугільна шахта побудована 1893 р., але згодом вона була закрита. Тільки з 1930 р. почали працювати декілька нових шахт, котрі 1961 р. були об'єднані в шахту «Кремінна».
Археологічні дані свідчать, що територія краю була освоєна людиною ще за часів пізнього палеоліту (40-13 тисяч років тому). Кам'яні знаряддя праці давньокам'яного віку знайдені на околицях міста Кремінної та поблизу села Булгаківки.
Більш заселеною територія краю стала в епоху міді-бронзи (ІІІ—І тисячоліття до н. е.), коли тут з'являються численні скотарсько-землеробські племена.
12 липня 1733 року на річечці Кремінній /притоці р. Красної/ мешканцем Краснянської слободи однодворцем Михайлом Чеботарьовим була заснована слобода Кремінна. В рік заснування в ній проживало 13 душ. Слобода Кремінна була казенною.
На початку 90-х років XIX століття у Кремінській волості розпочався видобуток кам'яного вугілля. В 1894 році у Кремінній було 4 селянські копальні, які давали 80 тис. пудів вугілля на рік. В 1895 році запрацювала шахта, збудована відомим в Донбасі промисловцем О. К. Алчевським. В цьому ж році введено в експлуатацію залізничну лінію Харків—Лисичанськ, що пройшла через Кремінну.
У 1905 році у селі Кабанньому став до ладу чавуно-ливарний завод «Малоросія» братів Міллерів.
У квітні 1918 року контроль над краєм мала Українська Держава Скоропадського. В листопаді австрійсько-німецькі війська відійшли на Захід і вже в грудні район було окуповано більшовиками.
У червні 1919 року Кремінну захопили денікінці, а в грудні вона була захоплена дивізіями Першої Кінної армії.
Великі зміни відбулися в житті селян у 1928—1930 роках. Спочатку були організовані перші ТСОЗи, а на їх основі були створені колгоспи. В 1930 році було закладено велику на той час шахту «Кремінна-Східна», розраховану на видобуток 400—500 тонн вугілля на добу. Шахта стала до ладу у 1932 році. В 1929 році в Кремінній відкрито майстерню з ремонту баянів, на основі якої згодом виросла відома на всю Україну фабрика баянів. У 1932 році створено промислову артіль, що випускала брички і різний сільгоспінвентар, яку наступного року було реорганізовано на меблеву фабрику, де виготовлялися шкільні, меблі.
10 липня 1942 року район окупували німецько-фашистські війська. У Кремінських лісах почав діяти партизанський загін під командуванням Я. І. Сиворонова. В середині січня 1943 року на підступах до Кремінної розгорілися жорстокі бої. 31 січня Кремінна і багато інших населених пунктів району були звільнені Червоною Армією. З Кремінського району за період Німецько-радянської війни на фронт пішло майже 15000 чоловік, 7481 з них загинуло на дорогах війни.
11 уродженців Кремінського району за свої бойові подвиги були удостоєні високого звання Героя Радянського Союзу.
Особливо інтенсивно почало розвиватися господарство Кремінщини після закінчення війни. В грудні 1948 року в місті було закладено шахту «Кремінна» № 1 тресту «Лисичанськвугілля» з проектною потужністю 1000 тонн вугілля на добу. У 1946 році кремінський баян зайняв друге місце на Республіканському конкурсі музичних інструментів. Механізатори с. Нової Астрахані у 1947 році виростили й зібрали на площі 152 га по 22,9 ц озимої пшениці з гектара. Бригадиру мехзагону С. П. Бочарника було присвоєно звання Героя Соціалістичної Праці.
За період з 1959 по 1966 рік було посаджено 5500 га лісу і площа кремінського лісового масиву досягла 40 тис. га.
У кремінському звірогосподарстві розводили сріблясто-чорних лисиць та норок. У 1966 році звіроферма мала вже 462 лисиці й 1130 норок. В 1965 році житловий фонд міста становив 206,6 тис. м². Місто було повністю підключене до системи «Донбасенерго». В місті збудовано одне з найкращих в республіці лікарняне містечко. У нього входив стаціонар на 300 ліжок і поліклініка, оснащені новітньою медичною апаратурою.
У 1962 році в Кремінній відкрито медичне училище, яке готувало медичних сестер і фельдшерів для лікувальних і профілактичних установ області. На базі гірничопромислової школи у тому ж році створено професійно-технічне училище № 91, що готувало слюсарів, монтажників, електромонтерів, мулярів, столярів.
У 1959—1962 роках у сосновому бору в Кремінній збудовано 3 школи-інтернати.

## Населення
Розподіл населення за віком та статтю (2001)
| Стать | Всього | До 15 років | 15-24 | 25-44 | 45-64 | 65-85 | Понад 85 |
| --- | ------ | ----------- | ----- | ----- | ----- | ----- | -------- |
| Чоловіки | 23 754 | 4091        | 3348  | 6596  | 6383  | 3207  | 129      |
| Жінки | 27 935 | 3941        | 3438  | 6551  | 7643  | 5743  | 619      |
| \| Статево-вікова піраміда \| Статево-вікова піраміда \| Статево-вікова піраміда \| \| ----------------------- \| ----------------------- \| ----------------------- \| \| Чоловіки \| Вік \| Жінки \| \| 129 \| 85 + \| 619 \| \| 179 \| 80-84 \| 659 \| \| 598 \| 75-79 \| 1521 \| \| 1259 \| 70-74 \| 2033 \| \| 1171 \| 65-69 \| 1530 \| \| 1899 \| 60-64 \| 2619 \| \| 860 \| 55-59 \| 1151 \| \| 1709 \| 50-54 \| 1858 \| \| 1915 \| 45-49 \| 2015 \| \| 2026 \| 40-44 \| 2006 \| \| 1584 \| 35-39 \| 1634 \| \| 1394 \| 30-34 \| 1422 \| \| 1592 \| 25-29 \| 1489 \| \| 1548 \| 20-24 \| 1594 \| \| 1800 \| 15-20 \| 1844 \| \| 1847 \| 10-14 \| 1780 \| \| 1304 \| 5-9 \| 1244 \| \| 940 \| 0-4 \| 917 \| |        |             |       |       |       |       |          |
| Статево-вікова піраміда |        |             |       |       |       |       |          |
| Чоловіки | Вік    | Жінки       |       |       |       |       |          |
| 129 | 85 +   | 619         |       |       |       |       |          |
| 179 | 80-84  | 659         |       |       |       |       |          |
| 598 | 75-79  | 1521        |       |       |       |       |          |
| 1259 | 70-74  | 2033        |       |       |       |       |          |
| 1171 | 65-69  | 1530        |       |       |       |       |          |
| 1899 | 60-64  | 2619        |       |       |       |       |          |
| 860 | 55-59  | 1151        |       |       |       |       |          |
| 1709 | 50-54  | 1858        |       |       |       |       |          |
| 1915 | 45-49  | 2015        |       |       |       |       |          |
| 2026 | 40-44  | 2006        |       |       |       |       |          |
| 1584 | 35-39  | 1634        |       |       |       |       |          |
| 1394 | 30-34  | 1422        |       |       |       |       |          |
| 1592 | 25-29  | 1489        |       |       |       |       |          |
| 1548 | 20-24  | 1594        |       |       |       |       |          |
| 1800 | 15-20  | 1844        |       |       |       |       |          |
| 1847 | 10-14  | 1780        |       |       |       |       |          |
| 1304 | 5-9    | 1244        |       |       |       |       |          |
| 940 | 0-4    | 917         |       |       |       |       |          |

Етнічний склад населення району на 2001 рік був представлений наступним чином:
- українці — 85,1 %;
- росіяни — 13,5 %;
- білоруси — 0,5 %
- інші національності — 0,9 %[5]

Етномовний склад сільських та міських рад району (рідна мова населення) за переписом 2001 року, %
|                              | українська | російська | білоруська | вірменська |
| КРЕМІНСЬКИЙ РАЙОН            | 78,7       | 20,8      | 0,2        | 0,1        |
| ---------------------------- | ---------- | --------- | ---------- | ---------- |
| м. КРЕМІННА                  | 71,7       | 27,9      | 0,1        | 0,1        |
| смт КРАСНОРІЧЕНСЬКЕ          | 93,1       | 6,8       | 0,0        |            |
| БАРАНИКІВСЬКА сільрада       | 86,1       | 13,3      | 0,2        |            |
| БОРОВЕНСЬКА сільрада         | 87,9       | 12,1      |            |            |
| БУЛГАКІВСЬКА сільрада        | 97,7       | 2,3       |            |            |
| ВАРВАРІВСЬКА сільрада        | 77,7       | 21,6      | 0,3        | 0,1        |
| ГОЛУБІВСЬКА сільрада         | 91,9       | 7,8       | 0,3        |            |
| ЄПІФАНІВСЬКА сільрада        | 94,3       | 5,6       | 0,1        |            |
| КУДРЯШІВСЬКА сільрада        | 74,7       | 24,3      | 0,1        | 0,6        |
| МАКІЇВСЬКА сільрада          | 94,4       | 5,5       |            |            |
| МИХАЙЛІВСЬКА сільрада        | 91,7       | 7,2       | 1,0        | 0,2        |
| НЕВСЬКА сільрада             | 97,0       | 2,9       |            |            |
| НОВОАЛЕКСАНДРІВСЬКА сільрада | 93,1       | 6,5       | 0,4        |            |
| НОВОАСТРАХАНСЬКА сільрада    | 90,9       | 8,1       | 0,1        | 0,2        |
| НОВОВОДЯНСЬКА сільрада       | 97,9       | 2,1       |            |            |
| НОВОКРАСНЯНСЬКА сільрада     | 26,2       | 73,3      | 0,1        |            |
| НОВОМИКІЛЬСЬКА сільрада      | 93,3       | 6,3       | 0,4        |            |
| ЧЕРВОНОПОПІВСЬКА сільрада    | 93,6       | 5,6       | 0,7        |            |

## Адміністративний устрій
Адміністративно-територіально район поділяється на 1 міську раду, 1 селищну раду та 16 сільських рад, які об'єднують 38 населених пунктів і підпорядковані Кремінській районній раді. Адміністративний центр — місто районного значення Кремінна.

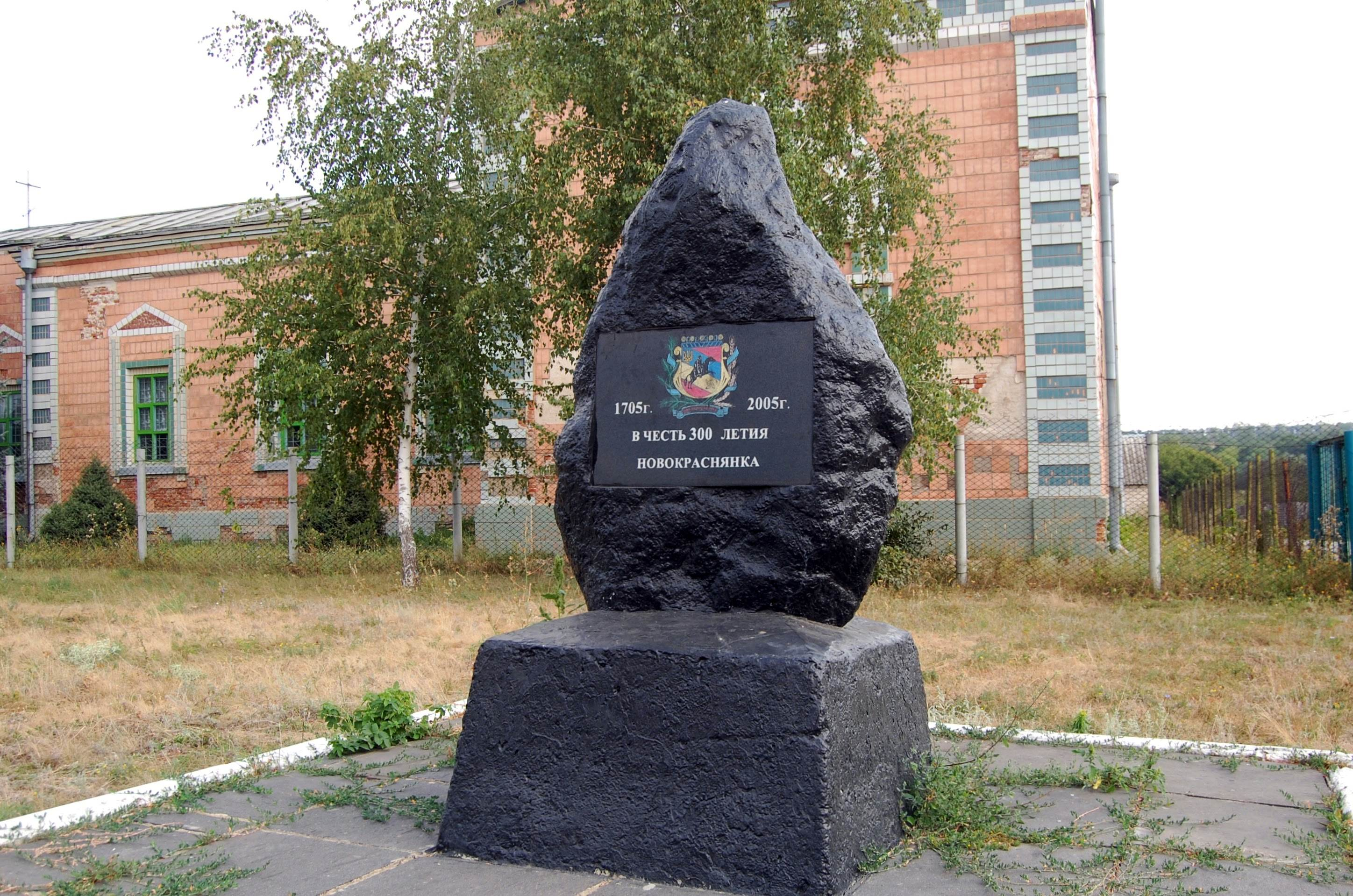
Новокраснянка
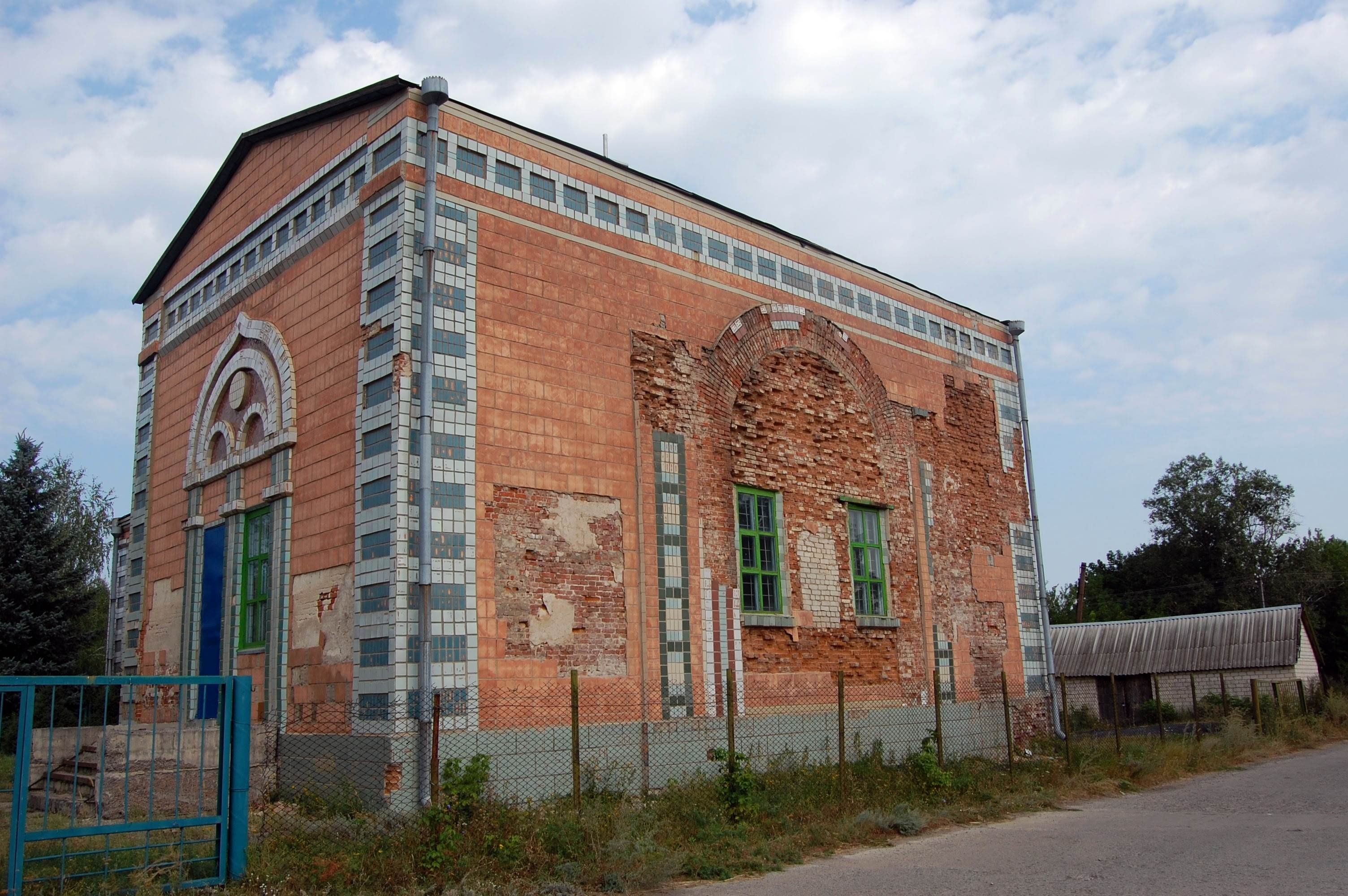
Новокраснянка, залишки

## Економіка

### Промисловий комплекс
Кількість об'єктів ЄДРПОУ-20
Структура промислового виробництва (у % обсягу виробництва району)
1.Добувна промисловість — 7,7
- видобування енергетичних матеріалів
- видобування неенергетичних матеріалів

2.Обробна промисловість — 84,4
з неї:
- Харчова промисловість та перероблення сільськогосподарських продуктів — 42,6
- Легка промисловість
- Целюлозно-паперова промисловість, видавнича справа
- Виробництво деревини та виробів з деревини — 11,9
- Хімічна та нафтохімічна промисловість — 0,3
- Виробництво інших неметалевих мінеральних виробів
- Металургія та оброблення металу
- Машинобудування, ремонт та монтаж машин та устаткування — 8,6
- Інше виробництво, не віднесено до інших угруповань — 36,5

3.Виробництво та розподілення електроенергії, газу, тепла, води — 7,9

### Промислове виробництво
Темп росту за останні чотири роки:
- 2001 — 86,14 %
- 2002—136,77 %
- 2003—142,09 %
- 2004—127,74 %

Обсяг реалізованої промислової продукції на одну особу — 991.1 грн. Бартер у промисловості — 0,9 %, у сільському господарстві — 8,0 %.
Фінансовий результат від звичайної діяльності до оподаткування станом на 01.01.2005 всього по галузям економіки — 33,3 млн грн. у тому числі
- промисловість — 1,3 млн грн.
- сільське господарство — 1,8 млн грн.

Частка збиткових підприємств, всього — 28 % в тому числі
- у промисловості — 15,3 %
- у сільському господарстві — 12,3 %

Частка простроченої заборгованості (у % до 1 січня 2004 р.):
- дебіторської — 94,5
- кредиторської — 114,1

### Зовнішньоекономічна діяльність
Іноземні інвестиції. Обсяги на одну особу, дол. США — 22,4. Зовнішньоекономічна діяльності. Експорт — 841,5 тис. дол. США. Обсяги експорту на одну особу — 17,5 дол. США. Сальдо зовнішньої торгівлі товарами на одну особу — 7,8 дол. США.

## Транспорт
На особливому контролі в Кремінній знаходиться транспорт. Останнім часом залучення маршрутних таксі і придбання нових одиниць автобусів, введення нових маршрутів стабілізують роботу міського та приміського транспорту.

## Охорона здоров'я
Медичну допомогу населенню міста надають 4 медичні установи, у тому числі 2 лікувально-профілактичних.

## Освіта
Щорічно розширюється мережа загальноосвітніх установ. Крім 7 загальноосвітніх шкіл у м. Кремінній діють 1 ліцеї, 1 гімназія, спецшколи-інтернати.

## Культура
Культурна сфера міста представлена 1 кінотеатром, 1 музеєм, 2 міськими бібліотеками, 1 будинком культури, 1 музичною і художньою школами.

## Інфраструктура

### Готелі
- Готель «Кремінна»

## Політика
25 травня 2014 року відбулися Вибори Президента України. У межах Кремінського району були створені 34 виборчі дільниці. Явка на виборах складала — 16,57 % (проголосували 5 722 із 34 528 виборців). Найбільшу кількість голосів отримав Петро Порошенко — 34,06 % (1 949 виборців); Сергій Тігіпко — 15,29 % (875 виборців), Михайло Добкін — 8,00 % (458 виборців), Юлія Тимошенко — 7,38 % (422 виборців), Олег Ляшко — 5,85 % (335 виборців). Решта кандидатів набрали меншу кількість голосів. Кількість недійсних або зіпсованих бюлетенів — 3,95 %.